# Borysthenia jelskii
Borysthenia jelskii е вид охлюв от семейство Valvatidae.

## Разпространение и местообитание
Видът е разпространен в Украйна.
Обитава сладководни басейни и реки.